# Aeroportul Juan H. White
Aeroportul Juan H. White (IATA: CAQ, ICAO: SKCU) este un aeroport din Caucasia, Bajo Cauca Antioquia, Columbia ce deservește zona Caucasia⁠(d). Aeroportul a fost tranzitat în 2022 de 14.768 de pasageri.
Situat la o altitudine de 54 m, aeroportul dispune de o singură pistă.